# 그믐
그믐은 음력으로 달의 거의 마지막 날인 27일 또는 28일을 뜻한다. 달리 표현하자면 그믐은 삭일(朔日) 거의 전날이다. 삭일(朔日)은 삭(朔)이 속한 날이며, 삭(朔)은 달이 황도(黃道)를 지나는 순간이다. 그믐달(old moon)은 보름달의 반대로서 가장 작아진 달을 말한다. 그믐달은 새벽녘이 돼서야 나오므로 관측이 힘들 뿐 아니라 그렇게 잠시 새벽에 동쪽하늘에 보였다가 해가 뜨면 곧 여명 속으로 사라지므로 관측은 더 이상 불가능하다. 그래서 아직까지도 그믐달의 관측기록이 되어있지 않는 대신 그믐달은 이론적으로 오후에 진다고 되어 있다. 그리고 음력 28일 이후인 음력 29일부터는 달이 보이지 않는 시기가 되는데 바로 이 때부터 그믐이 시작되는 것이고 음력 30일까지 이어지다가, 다시 음력 1일로 돌아가서 신월(new moon)이 된다. 한국에서는 예로부터 음력으로 한 해의 마지막 달인 섣달의 그믐을 섣달그믐이라고 하여 설날을 맞이하기 위한 세시풍속이 있다.

## 엄폐
그믐달이 그대로 2012년 8월 14일 새벽에 떠오를 무렵, 공교롭게도 함께 동쪽하늘에 뜨는 금성이 함께 나왔으나 그믐달 뒤에 가려져 보이지 않았다. 하지만 동시에 뜰 때까지만 해도 금성은 그믐달 왼쪽 아래에 있었으나, 시간이 지날수록 그믐달 뒤에 가려지더니 그믐달이 점점 하늘로 떠오를 수록 그믐달 보다 조금 더 높이 떠오르면서 모습을 드러냈는데 이는 23년만의 일이다.

## 기타
그믐달이 뜰 때에는 밀물과 썰물 사이의 높이 차이, 즉 조수간만의 차, 조차가 가장 크다. 이는 보름달일 때에도 마찬가지이다. 통상 가장 어두운 시간대인 밤이 천체관측 및 천체사진 촬영의 적기로 알려져 있다.

## 같이 보기
- 달
- 달의 위상
- 신월